# Außerordentlicher FDP-Bundesparteitag 2005
Koordinaten: 52° 30′ 16″ N, 13° 16′ 50″ O

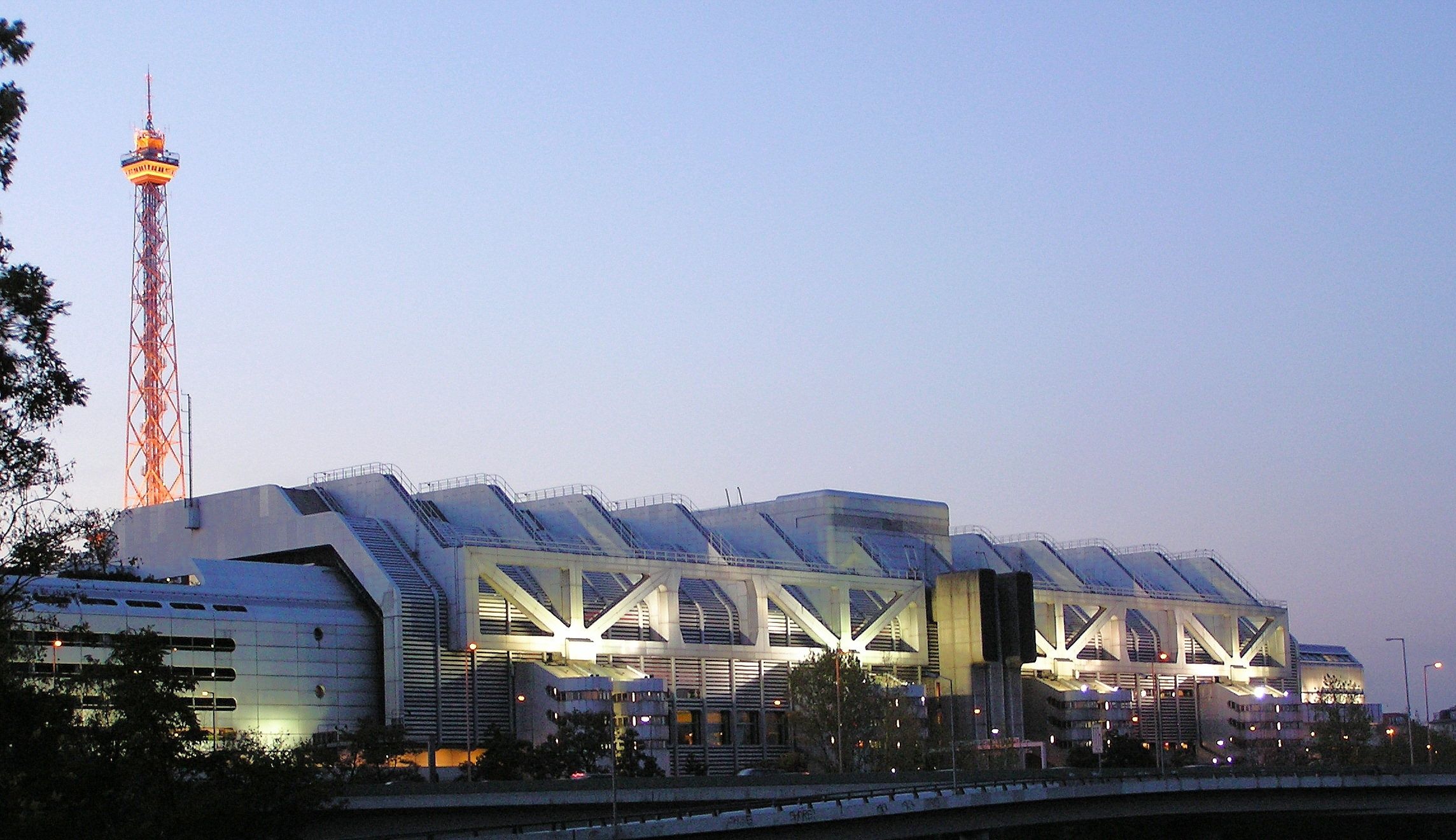
ICC und Funkturm

Den außerordentlichen Bundesparteitag 2005 hielt die FDP am 11. September 2005 in Berlin ab. Es handelte sich um den 19. außerordentlichen Bundesparteitag der FDP in der Bundesrepublik Deutschland.

## Verlauf
Die 662 Delegierten des FDP-Bundesparteitags beschlossen einstimmig den Wahlaufruf „Für einen neuen Anfang – durch eine neue Mehrheit“ zur vorgezogenen Bundestagswahl am 18. September 2005. Darin wurde eine „Ampelkoalition“ mit der SPD und den Grünen abgelehnt. Nur eine Koalition mit den Unionsparteien CDU/CSU ermögliche „einen wirklichen neuen Anfang“. In seiner Grundsatzrede sprach der Parteivorsitzende Guido Westerwelle über die Wirtschaftslage, die Steuerreform, über Forschung, Bildung und Ausbildung sowie Gesellschaftspolitik. Außerdem stellte er sein „Kompetenzteam“ vor.